# Список русских царевен
Список русских царевен включает дочерей царей, а также супруг русских царевичей (хотя в документах эти жёны могли именоваться и «царицами»).
Список включает детей правителей от Ивана IV до Петра I (включая добрачных от Екатерины I).

## Список

### Дочери царей
| Илл. | Имя                                          | Дата рождения    | Дата смерти      | Примечание | Погребена |
| --- | -------------------------------------------- | ---------------- | ---------------- | --- | --- |
| Ранее см: Список княжон московских |                                              |                  |                  | | |
| 2-е поколение (Дети Ивана Грозного и Анастасии Романовны):                                                                                  |                                              |                  |                  | | |
| | Анна Иоанновна                               | 10 августа 1549  | 20 июля 1550     | Умерла в детстве. | Смоленский собор (Новодевичий монастырь, Москва)                                                                              |
| | Мария Иоанновна                              | 17 марта 1551    | 8 декабря 1552   | Умерла в детстве. | Вознесенский монастырь Московского Кремля                                                                                     |
| | Евдокия Иоанновна                            | 26 февраля 1556  | июнь 1558        | Умерла в детстве. | Вознесенский монастырь Московского Кремля                                                                                     |
| 3-е поколение: |                                              |                  |                  | | |
| | Феодосия Фёдоровна                           | 29 мая 1592      | 25 января 1594   | Дочь Фёдора I и Ирины Годуновой. Умерла в детстве. | Вознесенский монастырь Московского Кремля                                                                                     |
| | Ксения Борисовна Годунова (в постриге Ольга) | 1582             | 30 августа 1622  | Дочь Бориса Годунова и Марии Скуратовой. Осталась незамужней, заточена в монастыре. | Троице-Сергиева лавра (Сергиев Посад)                                                                                         |
| Дети Василия Шуйского и Марии Буйносовой-Ростовской:                                                                                        |                                              |                  |                  | | |
| | Анна Васильевна                              | 1609             | 26 сентября 1609 | Умерла в детстве. | Вознесенский монастырь Московского Кремля                                                                                     |
| | Анастасия Васильевна                         | 1610             | ?                | Умерла в детстве. | Покровский монастырь (Суздаль)                                                                                                |
| 4-е поколение (Дети Михаила Фёдоровича и Евдокии Стрешневой):                                                                               |                                              |                  |                  | | |
| | Ирина Михайловна                             | 22 апреля 1627   | 8 апреля 1679    | Умерла в возрасте 51 года незамужней, во время правления своего племянника Федора Алексеевича. | Новоспасский монастырь (Москва)                                                                                               |
| | Пелагея Михайловна                           | 17 августа 1628  | 25 января 1629   | Умерла в детстве. | Вознесенский монастырь Московского Кремля                                                                                     |
| | Анна Михайловна (в постриге Анфиса)          | 14 июля 1630     | 27 октября 1692  | Умерла в возрасте 62 лет незамужней в правление своих племянников Ивана V и Петра I. | Вознесенский монастырь Московского Кремля                                                                                     |
| | Марфа Михайловна                             | 14 августа 1631  | 21 сентября 1632 | Умерла в детстве. | Вознесенский монастырь Московского Кремля                                                                                     |
| | Софья Михайловна                             | 30 сентября 1634 | 23 июня 1636     | Умерла в детстве. | Вознесенский монастырь Московского Кремля                                                                                     |
| | Татьяна Михайловна                           | 5 января 1636    | 24 августа 1706  | Умерла в возрасте 72 лет незамужней в царствование своего племянника Петра Великого. | Вознесенский монастырь Московского Кремля                                                                                     |
| | Евдокия Михайловна                           | 10 февраля 1637  | 10 февраля 1637  | Скончалась в тот же день. | Вознесенский монастырь Московского Кремля                                                                                     |
| 5-е поколение (Дети Алексея Михайловича):                                                                                                   |                                              |                  |                  | | |
| От Марии Милославской: |                                              |                  |                  | | |
| | Евдокия Алексеевна                           | 17 февраля 1650  | 10 мая 1712      | Скончалась незамужней, в возрасте 62 лет, в царствование своего брата Петра I | Смоленский собор (Новодевичий монастырь, Москва)                                                                              |
| | Марфа Алексеевна (в постриге Маргарита)      | 26 августа 1652  | 19 июня 1707     | Скончалась незамужней, в возрасте 55 лет, в царствование своего брата Петра I | Успенский монастырь (Александровская слобода), общее кладбище (перезахоронение — Церковь Сретения Господня, там же)           |
| | Анна Алексеевна                              | 23 января 1655   | 8 мая 1659       | Умерла в детстве. | Вознесенский монастырь Московского Кремля                                                                                     |
| | Софья Алексеевна (в постриге Сусанна)        | 17 сентября 1657 | 3 июля 1704      | Скончалась незамужней, в возрасте 46 лет, в царствование своего брата Петра I | Смоленский собор (Новодевичий монастырь, Москва)                                                                              |
| | Екатерина Алексеевна                         | 27 ноября 1658   | 1 мая 1718       | Скончалась незамужней, в возрасте 60 лет, в царствование своего брата Петра I | Смоленский собор (Новодевичий монастырь, Москва)                                                                              |
| | Мария Алексеевна                             | 18 января 1660   | 9 марта 1723     | Скончалась незамужней, в возрасте 63 лет, в царствование своего брата Петра I | Петропавловский собор (Петербург)                                                                                             |
| | Феодосия Алексеевна (в иночестве Сусанна)    | 29 марта 1662    | 14 декабря 1713  | Скончалась незамужней, в возрасте 51 лет, в царствование своего брата Петра I. | Церковь Сретения Господня, Успенский монастырь (Александровская слобода)                                                      |
| | Евдокия Алексеевна (младшая)                 | 26 февраля 1669  | 27 февраля 1669  | Умерла в детстве. | Вознесенский монастырь Московского Кремля                                                                                     |
| От Натальи Нарышкиной: |                                              |                  |                  | | |
| | Наталья Алексеевна                           | 22 августа 1673  | 18 июня 1716     | Скончалась незамужней, в возрасте 43 лет, в царствование своего брата Петра I. | Лазаревское кладбище, Александро-Невская лавра (Петербург), перезахоронение — Благовещенская церковь Александро-Невской лавры |
| | Феодора Алексеевна                           | 4 сентября 1674  | 28 ноября 1678   | Скончалась в детстве. | Вознесенский монастырь Московского Кремля                                                                                     |
| 6-е поколение: |                                              |                  |                  | | |
| Дети Ивана V и Прасковьи Салтыковой: |                                              |                  |                  | | |
| | Мария Ивановна                               | 21 марта 1689    | 13 февраля 1692  | Скончалась в детстве. | Вознесенский монастырь Московского Кремля                                                                                     |
| | Феодосия Ивановна                            | 4 июня 1690      | 12 мая 1691      | Скончалась в детстве. | Вознесенский монастырь Московского Кремля                                                                                     |
| | Екатерина Ивановна                           | 29 октября 1691  | 14 июня 1733     | Замужем за герцогом Карлом Леопольдом Мекленбург-Шверинским, её дочь Анна Леопольдовна стала матерью Ивана VI.                                                                                    | Благовещенская церковь Александро-Невской лавры (Петербург)                                                                   |
| | Анна Иоанновна                               | 28 января 1693   | 17 октября 1740  | Замужем за Фридрихом Вильгельмом Курляндским, бездетна. Императрица Российской империи в 1730—1740 гг. Первая русская царевна, выданная замуж.                                                    | Петропавловский собор (Петербург)                                                                                             |
| | Прасковья Ивановна                           | 24 сентября 1694 | 8 октября 1731   | Замужем за генерал-аншефом Иваном Ильичом Старшим Дмитриевым-Мамоновым, имела рано умершего сына. Единственный случай нединастического брака среди царевен, и вообще Романовых за долгий период.  | Вознесенский монастырь Московского Кремля                                                                                     |
| Дети Петра I и Екатерины I (де юре титулование рожденных до 1712 года — спорно, но употребительно. Также они именовались великими княжнами) |                                              |                  |                  | | |
| | Екатерина Петровна                           | 28 декабря 1706  | 27 июля 1708     | Рождена до венчания родителей, состоявшегося в 1712 году. Умерла в детстве. | Петропавловский собор (Петербург)                                                                                             |
| | Анна Петровна                                | 1708             | 1728             | Рождена до венчания родителей, состоявшегося в 1712 году. После превращения страны в империю в 1721 году получила титул цесаревна (см). Муж — Карл Фридрих Гольштейн-Готторпский, сын — Пётр III. | Петропавловский собор (Петербург)                                                                                             |
| | Елизавета Петровна                           | 1709             | 1762             | Рождена до венчания родителей, состоявшегося в 1712 году. После превращения страны в империю в 1721 году получила титул цесаревна (см). Осталась незамужней и бездетной, стала императрицей.      | Петропавловский собор (Петербург)                                                                                             |
| | Наталья Петровна (старшая)                   | 3 марта 1713     | 27 мая 1715      | Умерла в детстве. | Петропавловский собор (Петербург)                                                                                             |
| | Маргарита Петровна                           | 1714             | 1715             | Умерла в детстве. | Петропавловский собор (Петербург)                                                                                             |
| | Наталья Петровна (младшая)                   | 20 августа 1718  | 4 марта 1725     | Умерла в детстве. После превращения страны в империю в 1721 году получила титул цесаревна (см).                                                                                                   | Петропавловский собор (Петербург)                                                                                             |
| Далее см: Список великих княжон и княгинь Российской Империи                                                                                |                                              |                  |                  | | |

### Жены царевичей
В отношении жён царевичей в источниках также употреблялось слово «царица».
Только два царевича, не ставших позже царями, дожили до взрослого возраста и успели жениться:
- Иван Иванович (сын Ивана IV Грозного):
  - Сабурова, Евдокия Богдановна (1571—1572) — пострижена как инокиня Александра
  - Соловая, Феодосия Михайловна (1575—1579) — пострижена как инокиня Параскева
  - Шереметева, Елена Ивановна (1581) — вдовой ушла в монастырь как инокиня Леонида
- Алексей Петрович
  -  Шарлотта Кристина София Брауншвейг-Вольфенбюттельская

Из русских царей в бытность царевичами до вступления на престол успел жениться (то есть его жёна побывала царевной) только один:
- Фёдор I Иоаннович. Жена — Годунова, Ирина Фёдоровна (свадьба в 1575 году, вступление на престол в 1584 году).

### Цесаревны
Основная статья: Цесаревны
Титул, который Пётр Великий присвоил трем своим выжившим дочерям (Анна, Елизавета, Наталья-младшая) после провозглашения России империей. Позже использовался для жен наследников императорского престола.